# Pârjoală
Pârjoala este un fel de mâncare românească preparată mai ales în Moldova din carne tocată, în general de porc sau în amestec cu oaie, vită sau pasăre, amestecată cu ouă, produse de panificație sau morărit (pâine uscată, pesmet sau făină albă), usturoi, ierburi aromatice (pătrunjel, mărar, cimbru etc.), mirodenii (piper etc.) și sare. După ce compoziția a fost bine omogenizată, se formează niște cocoloașe sau bulgări care se dau prin făină și se prăjesc în ulei încins.
În bucătăria universală întâlnim multe mâncăruri asemănătore pârjoalei moldovenești, de exemplu:
Europa

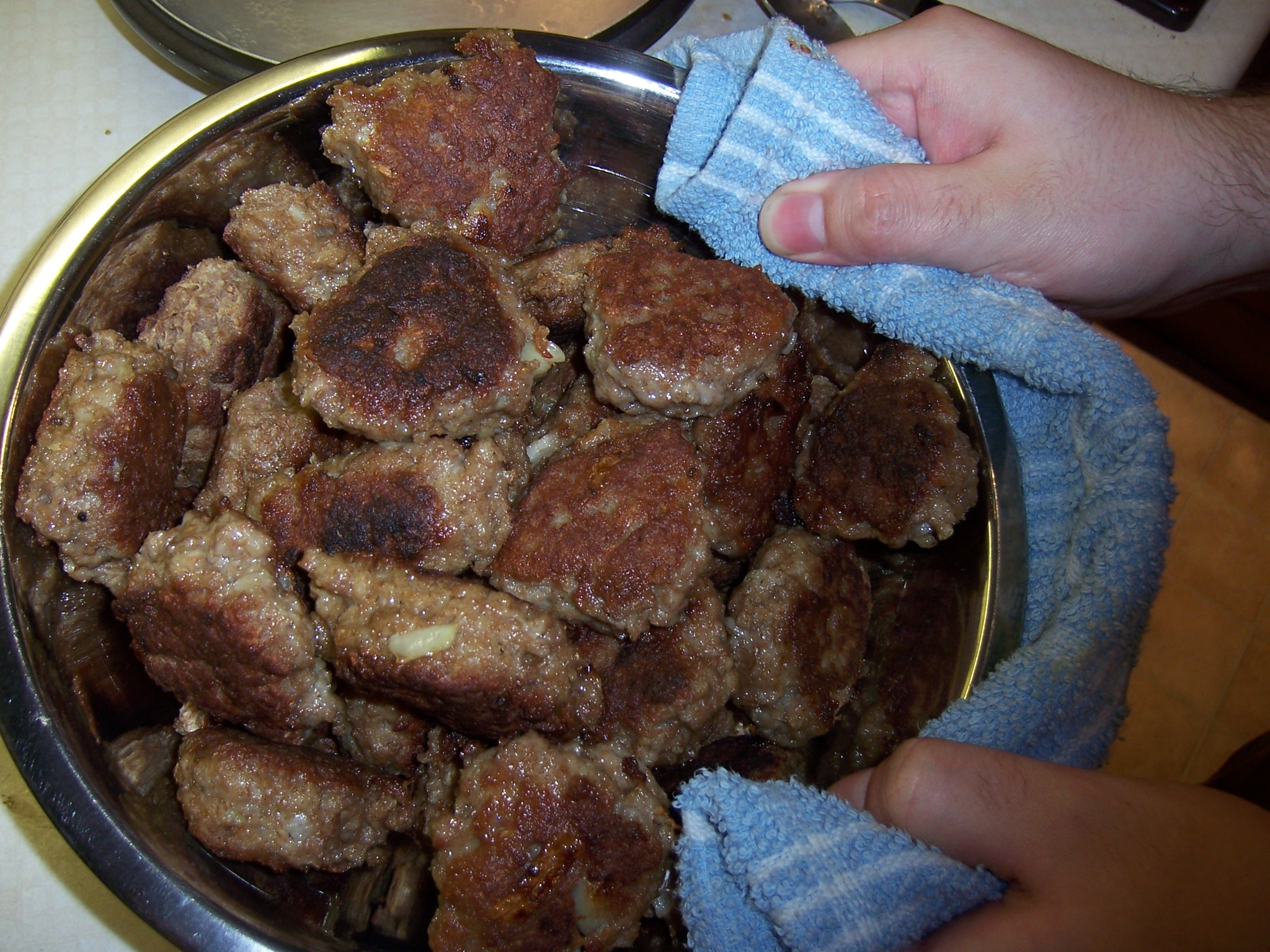
Frikadeller- platou asemănător tradițional în Danemarca

- în Albania se numesc qofte të fërguara și au în compoziție pe lângă carne tocată brânză feta
- în Germania se numesc Hackbällchen și sunt făcute din carne tocată picantă, în Rusia a fost preluată rețeta de la germani și numale adaptat limbii ruse frikadelki
- în Bulgaria sunt preparate dintr-un amestec de carne de porc și vacă plus ceapă și pâine fărâmițată.
- în Spania se numesc albondingas și au fost preluate din bucătăria arabă. Ele sunt preparate din carne de vacă sau porc, pesmet, ouă, pătrunjel. În mod tradițional albondigas se consumă împreună cu un sos format din ceapă prăjită, vin alb, făină și ingrediente.
- în Grecia se numesc keftedes și au în compoziție pe lângă carnea tocată, ceapă și frunze de mentă
- în România pe lângă pârjoale mai există și alte platouri din cocoloașe de carne tocată: chiftelele, mititeii și perișoarele.
- în Olanda se numesc gehaktbal și sunt servite alături de cartofi sau cu alte legume fierte. Aceasta a fost mâncarea cea mai populară în această țară de-alungul istoriei.

Asia
- în China se fac din carne de porc se coc în aburi, se fierb, se consumă crude sau cu sos de soia. Cele preparate la aburi se numesc capuri de leu.
- în Filipine se numesc mga bola-bola și se consumă în supe de tăiței din orez, usturoi prăjit, dovleac, jumări.
- în Japonia se consumă precum hamburgherii.
- în Turcia există aproximativ 80 de modalități de a le prepara, variind de la regiune la regiune.

America
- în Brazilia se numesc almôndegas și se consumă cu spaghete.
- în Chile se prepară cu pesmet, ouă și pătrunjel și se fierb în zeamă de carne la care apoi se adaugă orez.
- în Republica Dominicană se prepară din pesmet, mirodenii și legume.